# Possessed by Fire
Albums de Exumer
Rising from the Sea
(1987)
Possessed by Fire est le premier album studio du groupe de thrash metal allemand Exumer sorti le 8 novembre 1986. Il est souvent considéré par les fans comme l'un des vingt meilleurs albums de thrash de tous les temps. Sur le livret qui accompagne la réédition de 2001 on peut lire que Mem von Stein souhaitait dans un premier temps appeler l'album The Mortal's Return.

## Liste des titres
| No  | Titre                    | Durée |
| --- | ------------------------ | ----- |
| 1.  | Intro                    | 1:00  |
| 2.  | Possessed by Fire        | 3:59  |
| 3.  | Destructive Solution     | 3:48  |
| 4.  | Fallen Saint             | 4:04  |
| 5.  | A Mortal in Black        | 4:04  |
| 6.  | Sorrows of the Judgement | 3:13  |
| 7.  | Xiron Dark Star          | 3:13  |
| 8.  | Reign of Sadness         | 3:44  |
| 9.  | Journey to Oblivion      | 4:19  |
| 10. | Silent Death             | 5:04  |

| 11. | A Mortal in Black (DÉMO) | 4:28 |
| 12. | Scanners (DÉMO)          | 3:43 |
| 13. | Silent Death (DÉMO)      | 5:45 |

Toutes les paroles ont été écrites par Mem von Stein. Musique par Exumer.
Première de couverture: Martin Appoldt
Photo quatrième de couverture: Buffo
CD re-designer: Sabine Müller

## Composition du groupe
- Mem von Stein - Chant & Basse.
- Ray Mensh - Guitare.
- Bernie Siedler - Guitare & Second chant.
- Syke Bornetto - Batterie.

## Sources
1. ↑  , allmusic.com